# Рамазанова, Софья Александровна
Со́фья Алекса́ндровна Рамаза́нова (1818—1885) — русская актриса

, артистка Петербургских Императорских театров; дочь актёра А. Н. Рамазанова, младшая сестра скульптора Н. А. Рамазанова.

## Биография
Родилась в Санкт-Петербурге; дочь артиста Императорских театров Александра Николаевича Рамазанова и его жены, также артистки Императорских театров Александры Ивановны (урожденной Вальберховой).
Когда Софье было девять лет умерла её мать, а 23 июня 1828 года скончался, не пережив утраты, и отец (матери на момент смерти было 29 лет, а отцу 31). После смерти Рамазановых осталось шестеро их детей остались круглыми сиротами. Дирекция Императорских театров Российской империи, желая, помочь детям, назначила 9 июля 1828 года бенефис в пользу сирот; в этот день была дана драма «Тридцать лет, или Жизнь игрока». Это, отчасти, позволило поместить Софью Рамазанову в Петербургское театральное училище, где она пробыла до 20 марта 1836 года.
Выпущенная в драматическую труппу с жалованьем по 700 рублей в год, Софья Рамазанова заняла сперва вторые роли, но вскоре, несмотря на свои молодые годы, перешла на роли старушек и именно в этом амплуа она быстро сумела завоевать себе симпатию публики, которая не охладевала к ней до самого конца ее артистической карьеры.
В 1841 году Софья Александровна Рамазанова вышла замуж за H. A. Смирнова, учителя Павловского кадетского корпуса, но сцены не оставила и прослужила в драматической труппе Императорских театров двадцать лет, до 1856 года, когда (7 апреля) была уволена с пенсией по 450 рублей в год. После этого Рамазанова С. А. прослужила на казенной сцене ещё два года в благодарность за назначенную пенсию и только 31 марта 1858 года окончательно оставила театр.
Софья Александровна Рамазанова скончалась в феврале 1885 года.